# Spiedo da guerra
Lo spiedo da guerra è un'arma bianca.

## Storia
Lo spiedo da guerra sviluppò nell'Europa del XIII secolo partendo dallo spiedo utilizzato per la caccia alla selvaggina di grossa taglia. Arma inastata, si costituisce di una lunga lama a sezione triangolare o quadrangolare, atta a potenti colpi di punta, dalla cui gorbia dipartono due lame secondarie, solitamente in forma di rebbi di forca.
Tipica fra le armi medievali italiche è lo spiedo alla furlana, che presenta una più lunga cuspide centrale - in genere a sezione di losanga - accompagnata alla base da due grandi raffi curvi divaricati; sostanzialmente era una lancia ai cui lati venivano fuse le lame di due falcetti ed è così chiamata in quanto arma per eccellenza della fanteria friulana ai tempi della Patria del Friuli. Questo tipo di spiedo rappresenta anche lo stemma di Trieste.
Dallo spiedo (spetum in latino ed in lingua inglese), svilupparono poi altre forme di arma inastata più raffinate:
- Brandistocco, spiedo dall'astile molto lungo, con lama centrale massiccia, a volte in foggia di "Lingua di bue";
- Corsesca, ibrido tra lo spiedo e l'arpione d'abbordaggio, i cui rebbi uncinati servivano a trascinare giù dalla sella il cavaliere in armi.

L'arma venne realizzata anche in pregiatissimi esemplari di rappresentanza con lame decorate in oro.